# 16518 Akihikoito
16518 Akihikoito è un asteroide della fascia principale. Scoperto nel 1990, presenta un'orbita caratterizzata da un semiasse maggiore pari a 2,2533257 UA e da un'eccentricità di 0,1441727, inclinata di 4,52874° rispetto all'eclittica.